# 糖粽売

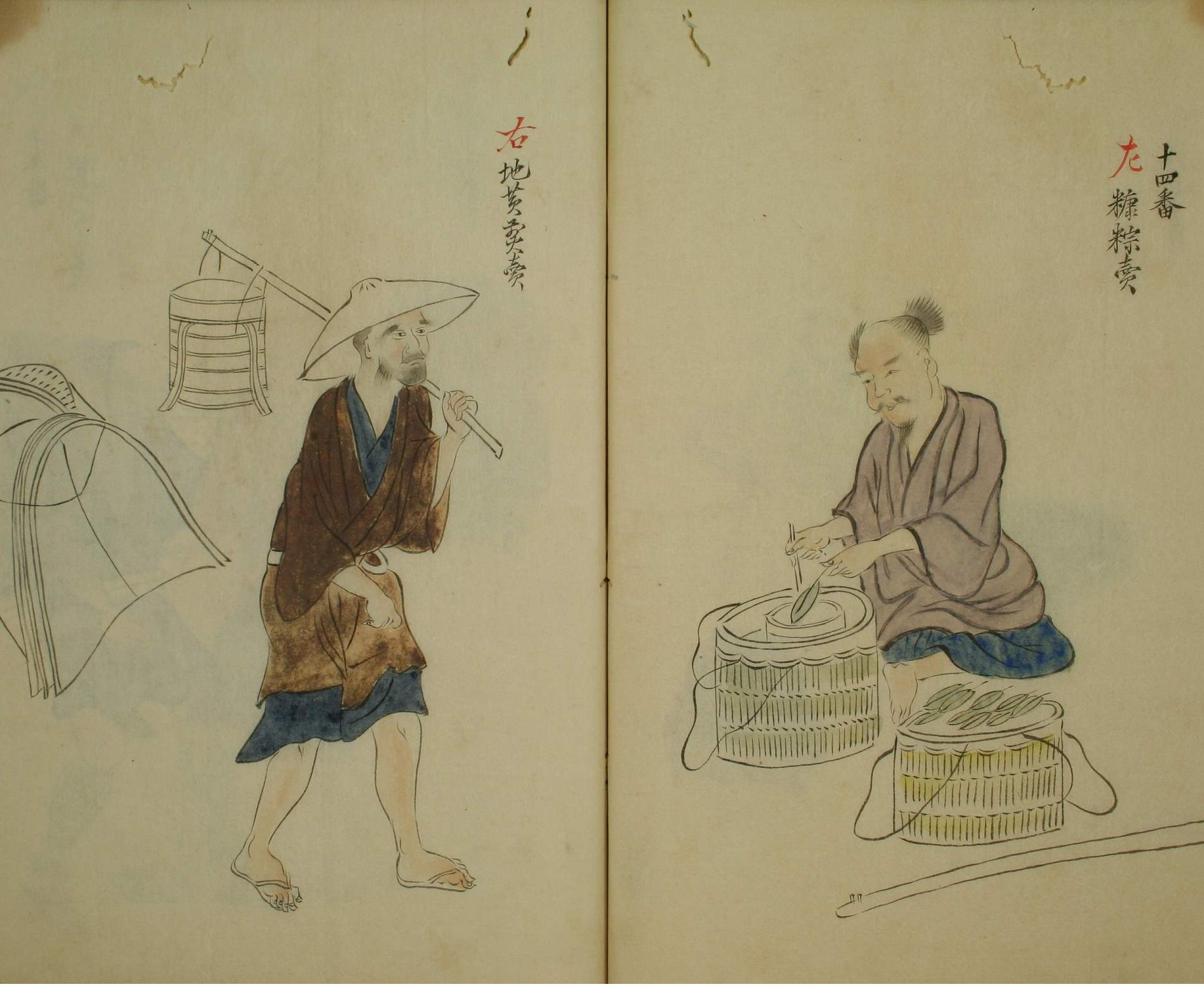
地黄煎売（左）、糖粽売（右）の歌合（『三十二番職人歌合』、1494年、その1838年の模写）。

糖粽売（あめちまきうり）は、中世・近世（12世紀 - 19世紀）期にかつて存在した糖粽（あめちまき）を行商する者であり、かつて奈良に存在した座「糖粽座」（あめちまきざ）の家内制手工業・商工業者である。「糖粽」は「とうそう」とも読み、飴粽、餳粽、粭粽（あめちまき、あめぢまき）とも書く。

本項では「糖粽」についても詳述する。

## 糖粽

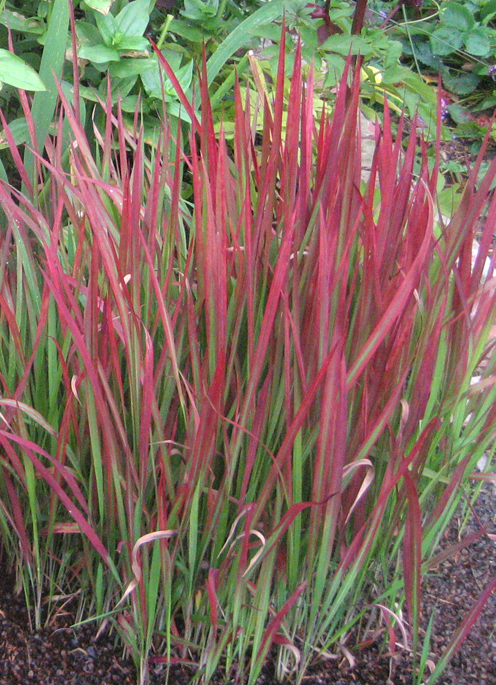
自生するチガヤ。

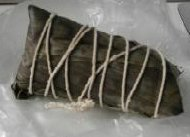
粽餅のイメージ。

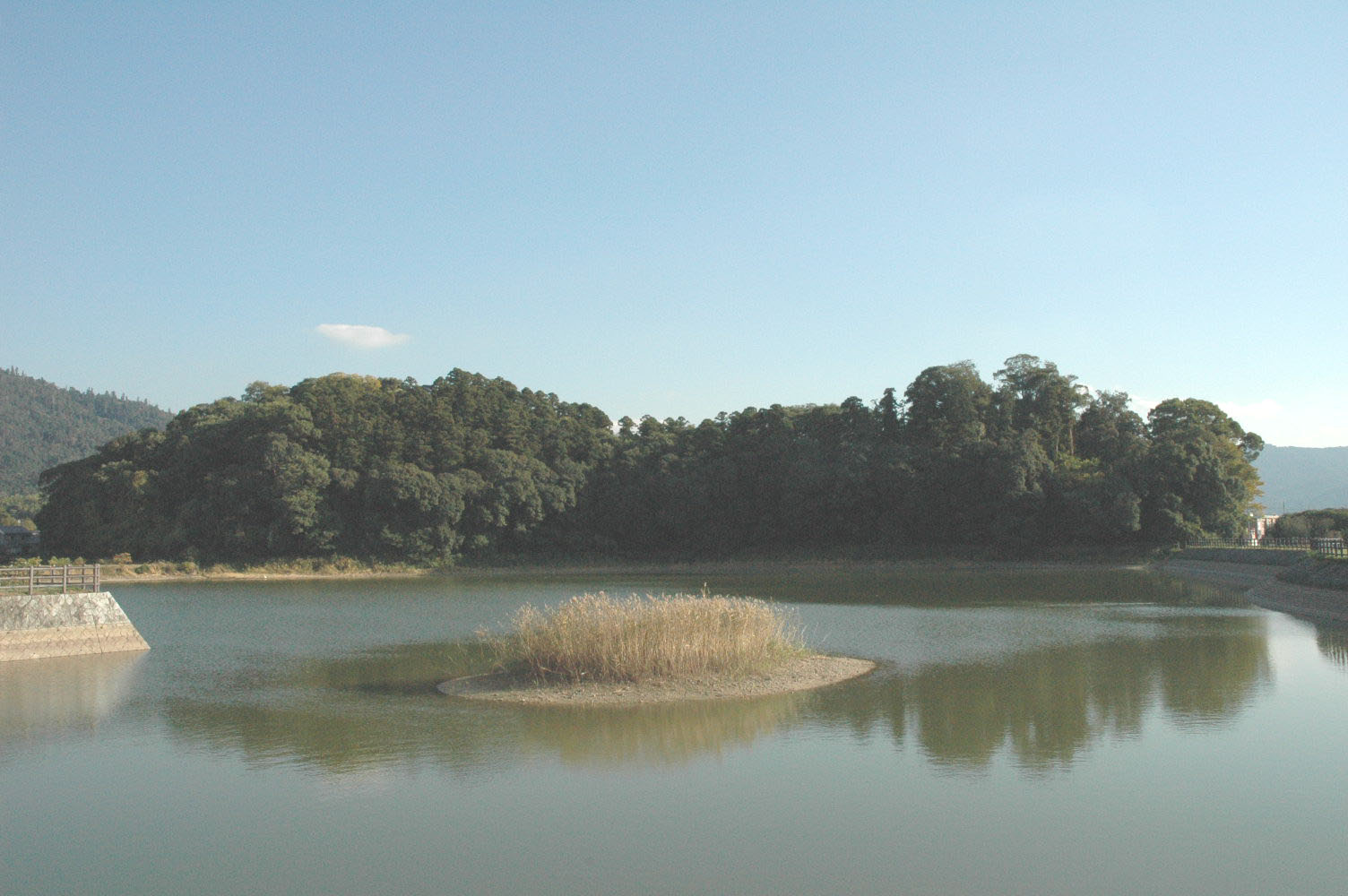
箸中の箸墓古墳（倭迹迹日百襲媛命の墓）。

「糖粽」（飴粽）とは何か、については大きく分けて3説ある。
1. 飴色をした粽餅（茅巻餅）[3][4]。
2. 粽餅（茅巻餅）の表面に飴を塗布したもの[5][6]。
3. 固飴を茅萱（チガヤ）で巻いたもの[7]。

そのうち1の説は『本朝食鑑』（1697年）の記述によるもので、チガヤに包むことで色素が転移し、粽餅が飴色（やや明るい褐色）に染まるという。これは6世紀中国で記述が残っている本来の「粽」の製法に近く、現在も鹿児島地方に残る「あくまき」にその製法が残されているものである。
そもそも「あめ」と訓読み（常用漢字表外の読み）される「糖」（トウ、タウ）は、サトウキビ等を原料とする甘味料を指し、「あめ」と呼ばれる甘味料は、日本では、奈良時代（8世紀）から白米を原料として製造されていた。日本における「あめ」は当初、液状の「水飴」であり、2の説はこれをチガヤで巻いた粽餅に塗布したというものである。
固形の「固飴」（堅飴）も「水飴」と同時期に製造されており（麦芽飴）、奈良時代に成立した『日本書紀』では、神武天皇が「タガネ」と呼ばれる強固な固飴を製造する説話が記述されている。「固飴」は「水飴」をさらに煮詰めて冷却したものであり、現在の「飴」の定義に近いものである。江戸時代の17世紀に京菓子「洲浜」としてソフィストケイトされたものの前身が、竹皮に包まれた携行食・陣中食「糖粽」（飴粽）であるといい、これは3の説に近いものである。

いずれにしても「糖粽」は、チガヤに包まれた菓子あるいは携行食であった。

## 略歴・概要
遅くとも15世紀、興福寺の塔頭であった大乗院（現存せず、跡地は現在の奈良ホテル）の門跡領であった大和国城上郡箸中村（現在の奈良県桜井市箸中）に、「糖粽座」（餳粽座）が置かれた。三代の大乗院門跡が記した『大乗院寺社雑事記』のうち、尋尊が記したユリウス暦1459年5月27日にあたる長禄3年5月28日の項目に、「アメチマキ（箸ノツカ）」という記述がみられる。「箸ノツカ」とは現在の箸墓古墳のことで、この地に「糖粽」を製造・販売する座が形成されていた。同座は三輪村に由来し「三輪座」（みわざ）とも呼ばれた。三輪明神（大神神社）の大鳥居より南、かつ長谷川（初瀬川、現在の大和川）にかかる三輪大橋より北の地域で、「糖粽座」は「糖粽」を販売していた。当時近隣地区には、田原本（現在の磯城郡田原本町）に槍物座、三輪下田（現在の桜井市大字外山字下田上之町・下田下之町）の「鍋座」、番条（現在の大和郡山市番条町）の「菰座」、布留郷（現在の天理市布留町）の「黄皮座」（黄帔座）、苅荘（現在の橿原市大軽町）には「煎米座」があった。箸墓の「糖粽座」と苅荘の「煎米座」は、いずれも「飴」を売っており、商品がバッティングしたため、しばしば争いが起きていた。
15世紀末の1494年（明応3年）に編纂された『三十二番職人歌合』の冒頭には、「いやしき身なる者」として、地黄煎うり（地黄煎売）とともに「糖粽うり」あるいは「糖粽売」として紹介され、その姿が描かれている。それは、曲物に入った糖（飴）を二本の箸で粽に塗布する行商人の姿であるとされる。この歌合に載せられた歌には、
- 手ごとにぞ とるはしつかの 糖ちまき 花をもみわの 昼の休みに

とあり、これは「箸塚」や「三輪」の地名に掛けたものである。同職人歌合が作成された京都においても、「箸塚・三輪の糖粽」が著名であったということである。「糖粽座」では、妻が製造・夫が行商、というスタイルをとっていたものもあったという。1514年（永正11年）、箸中の住人「サイモ太郎」という人物が苅荘の「煎米座」に無断で「飴売」行為を行ったとして、大乗院門跡に訴えられた記録がある。三条西公条が著した『吉野詣記』には、1553年（天文22年）に三条西が金峯山寺（現在の吉野郡吉野町吉野山に現存）に詣でた際に、当時「箸塚」の名物として知られた「糖粽」を食したと書かれている。
江戸時代初期（17世紀）にも、松江重頼による撰集を兼ねた俳諧論書『毛吹草』（1645年）に「箸中の糖粽」が登場している。田宮仲宣が著した『橘庵漫筆』（1801年）には、「糖粽」（粭粽）は箸中で製造されたのが日本での初めてのものである旨の記述がある。
現代においては、同地の座のなごりも製法も廃れてしまっている。近世以降の飴売は、「地黄煎売」「糖粽売」とは異なる。